# Еугленоидне алге
Euglenida представљају групу једноћелијских организама чији је таксономски положај међу протистима дуго времена био веома дискутабилан, јер су убрајане и у алге (еугленоидне алге) и у праживотиње (еугленидни бичари). У великом броју кладистичких система класификације еукариота, еугленоидни организми су део царства Excavata. Представници ове групе имају монадоидни ступањ организације са углавном издуженим, вретенастим обликом ћелије. Карактеристика, која ову групу протиста одваја од осталих група, је присуство пеликуле изграђене од протеинских трака. Претпоставља се да постоји преко 40 савремених родова еугленида, са 800—1000 врста.
Еуглениде су распрострањена група организама, најчешће у слатким водама обогаћеним органским једињењима, услед потребе за витаминима B1 и B12. У морима живи знатно мањи број врста. У водама које насељавају значајни су чиниоци у процесу самопречишћавања вода која садрже органске загађиваче. Поједине врсте су биоиндикатори стања вода.

## Грађа ћелије
Еугленоидне алге су једноћелијски организми, без ћелијског зида, који на површини тела најчешће имају пеликулу. Неке врсте имају и додатну заштиту — теке или кућице (лорике) жутомрке или мрке боје. Боја лорике потиче од једињења гвожђа и мангана. На лорици се налази отвор кроз који пролазе бичеви.
На предњем крају тела налази се удубљење у облику боце које је у вези са контрактилном вакуолом. Предњи, сужени део, кроз који излазе 1—2 бича, назива се ждрело, а проширени — резервоар. Сматра се да је резервоар настао стапањем отвора за излазак бича са цитостомом. У предњем делу ћелије, око резервоара, налази се и фоторецептор — очна мрља. Чине је телашца црвенкасте боје (садрже пигменте каротин и астаксантин), а улога овог рецептора је да усмерава кретање алге како би светлост падала под одређеним углом у односу на осу тела (или хлоропласта, код аутотрофа).
Опште узев, еуглениде поседују 2 бича, чији је рад усаглашен постојањем конектива. У основи оба бича налазе се базална тела. Такође, врсте са једним бичем (дошло је до редукције једног бича) имају два базална тела у својим ћелијама, што је доказ да су некада имале два бича. При основи дужег бича, паралелно аксонеми, налази се задебљање протеинске природе — парабазално тело (парафлагеларни штапић), за које се претпоставља да има велику улогу у покретима бичева. Са базалних тела полазе флагеларни коренови, који су у ствари центар организације микротубула и цитоскелета. Код еугленида, као и код њихових сродника, постоје 3 асиметрично постављена флагеларна корена (вентрални, интермедијарни и дорзални).
Контрактилна вакуола у правилним временским интервалима празни свој садржај у резервоар, да би се он кроз ждрело избацио у спољашњу средину. Поновно стварање вакуоле дешава се спајањем везикула које стижу са Голџијевог апарата.
У ћелијама еугленида постоји само једно једро, лоптастог или елипсоидног облика. Митохондрије су са дискоидним кристама. Код представника који воде аутотрофни начин исхране, присутни су хлоропласти. За хлоропласте еугленида сматра се да су настали секундарном ендосимбиозом од пластида предака зелених алги. Стога у њима преовлађују пигменти из групе хлорофила (a, b), мада су присутни и каротини и ксантофили, који ћелијама дају зелену боју. Хлоропасти могу бити звездасти, плочасти, сочивасти, тракасти и прстенасти, а фотосинтетичке ламеле чине три тилакоида и још један на периферији хлоропласта који опасује све остале. Експериментима је утврђено да се под утицајем стрептомицина или високе температуре хлоропласти разграђују, што мења начин исхране јединке.
Резервна супстанца, код представника код којих је пронађена, је угљени хидрат парамилон. Облик и величина, као и распоред структура које ствара парамилон од таксономског су значаја. Парамилон се или ствара у цитоплазми или у пиреноидима смештеним у хлоропластима (код врста које их имају).

## Пеликула
Пеликула еугленида је омотач изграђен од протеинских трака које се налазе непосредно испод ћелијске мембране, а увијају се спирално дуж ћелије. Овакав начин увијања даје избраздан облик ћелији. Пеликула може бити мекана, или чврста, када обезбеђује сталан облик ћелије. Површина пеликуле је ретко кад глатка. По себи има израштаје различитог облика, који су спирално распоређени од предњег до задњег краја тела. Код неких врста на пеликули су жарне структуре сличне трихоцистама динофлагелата. Испод пеликуле су зрнаста телашца која стварају слуз која се излучује кроз поре на пеликули. Код врста које имају ребрасту пеликулу, слуз се излучује у браздама. Све ове прилагођености указују на начин живота ових алги, а који подразумева кретање кроз воду или по површини супстрата.

## Кретање
Врсте са меком пеликулом могу да мењају облик, али онолико колико еластичност пеликуле то дозвољава. Њихово тело се на једном крају сужава, а на другом проширује и то изгледа као да се ћелијски садржај прелива са једног на други крај. Овај тип кретања се назива метаболија.
Еуглениде се могу и активно кретати уз помоћ једног или два бича, који полазе од базалних тела и који могу бити једнаке или различите дужине. Код представника са два бича, често је видљив само један, јер је други доста краћи или чак потпуно редукован. Бичеви код врста које живе на дну, осим за кретање служе и за опипавање пута којим ће проћи. При кретању и оријентацији помаже и очна мрља. Бичеви често поседују један низ дугих и танких длака (које нису мастигонеме), чија је улога вероватно у смањењу хидродинамичког притиска приликом кретања.

## Размножавање
Еуглениде се размножавају вегетативно, уздужном деобом ћелије. Неке врсте при томе не престају да се крећу, док друге обустављају кретање. Мањи број врста прелази у палмелоидно стање. Тада се ћелије заобле, изгубе бичеве и стварају много слузи у којој се деле више пута.
Приликом деобе једро показује низ примитивних карактеристика: једрова мембрана и једарце се не разграђују, не образује се деобно вретено, а хромозоми су све време у кондензованом стању.
У неповољним условима, јединке преживљавају у стадијуму мирујуће споре.

## Еволуција и филогенија
Еуглениде су вероватно једна од најстаријих група еукариотских организама, али услед недостатка кречњачких инклузија или скелета, фосилизација је била редак случај. Најстарији фосил који засигурно припада овој групи је Moyeria, становник слатководних приобалних станишта од средине ордовика до силура. Недостатак фосила упутио је истраживаче на упоредноструктурне и молекуларне студије ради разјашњавања филогенетских односа унутар групе.

## Исхрана и систематика
Већина врста еугленоидних алги се храни миксотрофно. Постоје представници који се хране искључиво холозојски, односно имају хетеротрофан тип исхране (еугленидни бичари). Неки су и паразити у телима или шкргама животиња, а врсте рода Astasia су осмотрофи који храну узимају осмотским путем. Традиционално, еуглениде се, на основу начина исхране, деле на следеће редове:
фототрофе

   ред 

   ред 

осмотрофе

   ред 

фаготрофе

   ред (?) 

   ред (?) 